# Dietmar Schwarz
Dietmar Schwarz, född 30 juli 1947 i Berlin, är en östtysk roddare.
Han tog OS-brons i åtta med styrman i samband med de olympiska roddtävlingarna 1972 i München.